# Pierre Nicolas Anot
Pour les articles homonymes, voir Anot.
Pierre Nicolas Anot, né le 21 juin 1763 à Saint-Germainmont (Ardennes) et mort le 23 octobre 1823 à Reims, est un théologien catholique et un chroniqueur de voyages européens.

## Biographie
Il suit des études à Reims et, à l'issue de celles-ci, se consacre à l'enseignement public. Il devient sous-principal du collège de Reims et consacre ses loisirs à l'étude de l'histoire.
En 1791, il refuse de prêter le serment de la constitution civile du clergé, il s'enfuit de France. Avec son élève, le jeune Malfilâtre, chevalier de Malte, il parcourt l'Europe. Il rentra à Reims en 1799.
En 1802, il publie une relation de ses voyages en Europe durant son émigration. Cet essai couronné de succès fut suivi d'autres productions historiques.
Il est nommé chanoine de la cathédrale de Reims en 1822. Il meurt en octobre 1823 (et non 1822 comme écrit dans certaines biographies).

## Ses œuvres
- Le guide de l'histoire, ou Annales du monde: depuis la dispersion des hommes jusqu'en l'an 1801 : ouvrage chronologique, 1801 ——  réimprimé en 1816, avec des augmentations considérables, sous le titre d’Annales du monde, ou Tableaux chronologiques qui présentent la naissance les progrès révolutions et démembrements des empires etc., jusqu'en 1816[2], Paris : A. Egron, 1816, 33 p.
- Les deux Voyageurs ou Lettres sur la Belgique, la Hollande, l'Allemagne, la Pologne, la Prusse, l'Italie, la Sicile et Malthe, avec F. Malfillâtre, 2 volumes, Paris, Strasbourg & Berlin, 1802 (en ligne : tome 1 &  tome2) —— Ce récit de voyage fut traduit en allemand sous le titre : Reisen zweier Franzosen, Vienne : Doll, 1804, 2 vol in-8°[3].
- Oraison funèbre de S. M. Louis XVI, prononcée dans la chapelle de Saint-Nicolas de l'Hôtel-Dieu de Rheims, le mardi 26 juillet 1814, Reims, Louis-François-Hypolite Bigot, 1814, 14 p.  (en ligne)
- Tableau de l'Histoire universelle, ouvrage qui sert de texte et de développement aux Annales du Monde, ou Tableaux chronologiques, Paris : A. Egron, 1817 à 1822, 6 vol. in 12.
- Discours prononcés dans les assemblées de l'association de la Providence, établie à Reims, Reims : Delaunois, 1823, 2 vol. in-12°.